# Lisa Gerrard
Lisa Germaine Gerrard (Melbourne, 12 de abril de 1961) es una compositora y cantante australiana, integrante principal del grupo Dead Can Dance. Recibió un Globo de Oro por la banda sonora de la película Gladiator, en la cual fue colaboradora junto con el compositor alemán Hans Zimmer, y se convirtió en la primera mujer en recibir este premio en la mencionada categoría.

## Biografía
Hija de inmigrantes irlandeses, creció en el barrio multirracial de East Prahan, donde convivió entre las culturas griega, turca, italiana, irlandesa y árabe. Esta diversidad cultural tuvo gran influencia en su música, particularmente en sus posteriores álbumes con la banda Dead Can Dance y en su trabajo solista. En su último trabajo, Lisa Gerrard (4AD), la cantante y compositora australiana recapitula sus más de veinte años de carrera con Dead Can Dance y en solitario. La retrospectiva ilustra su progresión desde el goticismo barroco de su trabajo con Brendan Perry, y sirve para adentrarse en su etéreo mundo personal que ampara devaneos neoclásicos y ambientales, incursiones en la fusión étnica y sus exitosas aportaciones a las bandas sonoras de Ali, The Insider, El Fuego de la Venganza, la multipremiada Gladiator, como intérprete vocal del tema de la película «Now We Are Free», y junto al cantante Denez Prigent, interpretan la canción «Gortoz A Ran - J'Attends», realizada para la película Black Hawk Down.

## Estilo vocal
La voz de Lisa Gerrard ha sido descrita como rica, profunda, oscura y triste. Su registro vocal es de contralto, que abarca desde E3-F5 1 nota, (2 octavas). Ella se extiende en la dramática mezzosoprano en una serie de canciones como The Host of Seraphim, Elegy,  Space Weaver, Come This Way y One Perfect Sunrise. Gerrard realiza en el rango de contralto dramática en las otras canciones,  Sanvean, Sacrifice, Largo, Lament y Not Yet.
Gerrard canta muchas de sus canciones, tales como Now We Are Free, Come Tenderness, Serenity, The Valley of the Moon, Tempest, Pilgrimage of Lost Children, Coming Home y Sanvean en una idioglosia (un lenguaje idiosincrásico) que ha desarrollado desde la edad de doce años.

## Discografía

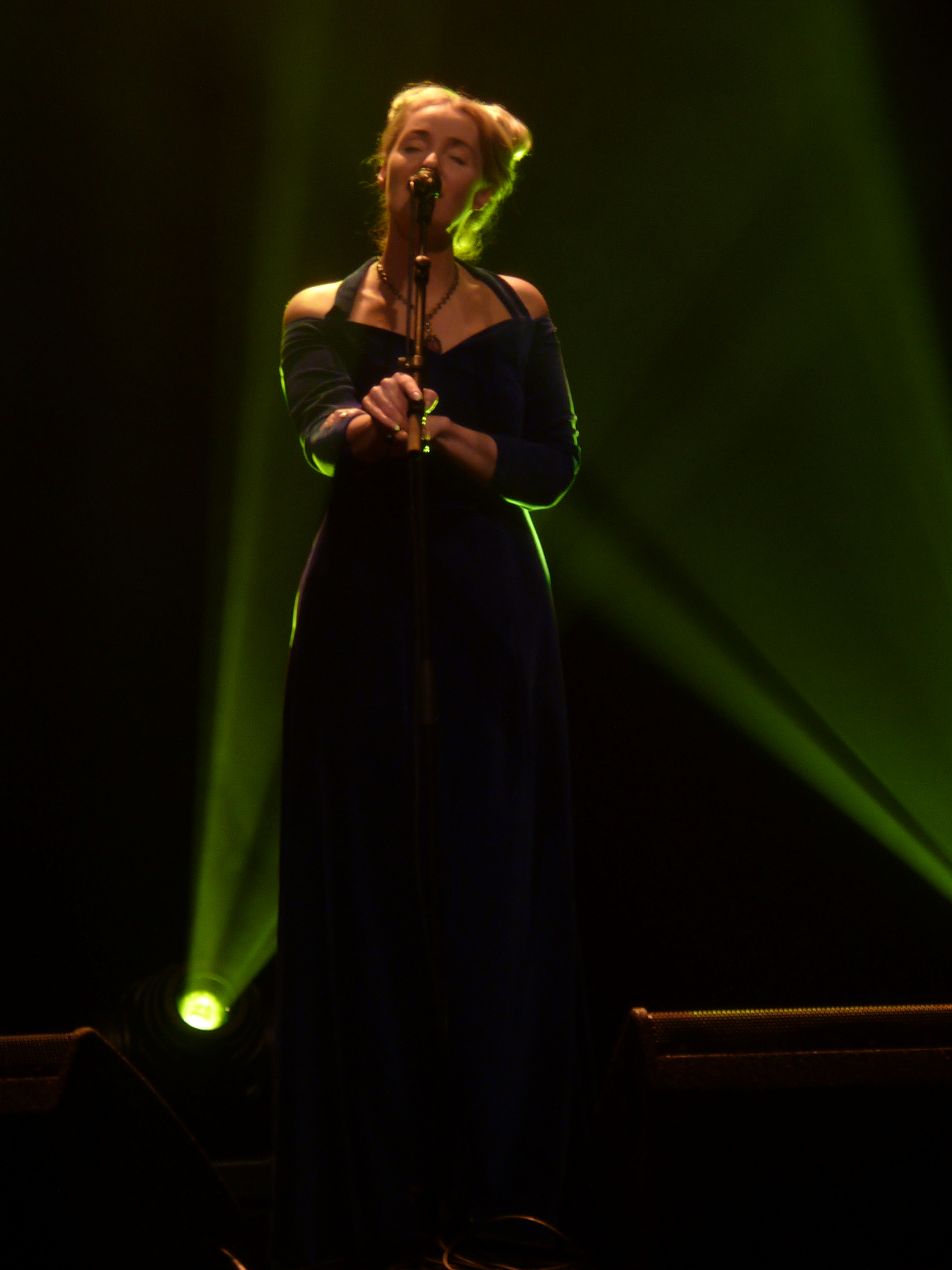
París, 2009

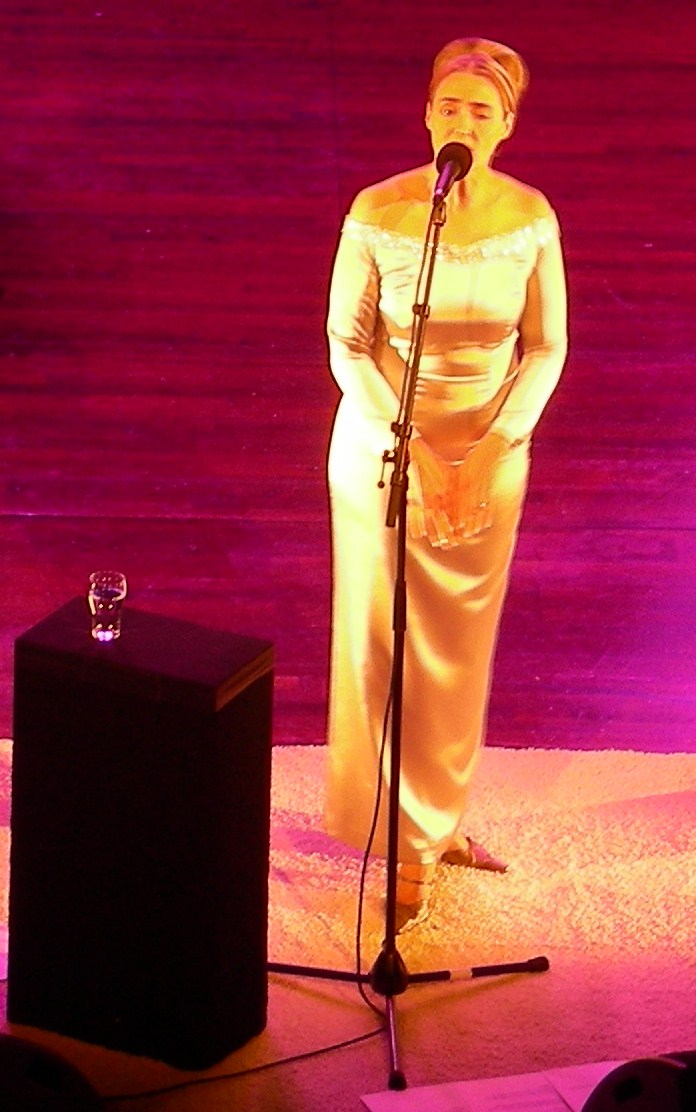
Europa, 2009

### Carrera después de Dead Can Dance

#### Álbumes en solitario
- The Mirror Pool (1995)
- Whalerider (Banda sonora) (2003)
- The Silver Tree (2006)
- The Best of Lisa Gerrard (2007)
- Black Opal (2009)
- Twilight Kingdom (2014)

#### Sencillos
- "Sanvean" (1995)
- "The Human Game" (con Pieter Bourke, 1998)
- "Abwoon" (con Patrick Cassidy, 2003)

#### Colaboraciones
- Baraka (1992), con Michael Stearns.
- Duality (1998), con Pieter Bourke.
- The Insider (Banda sonora) (1999), con Pieter Bourke.
- Gladiator (Banda sonora) (2000), con Hans Zimmer.
- Misión imposible 2 (Banda sonora) (2000), con Hans Zimmer.
- Ali (Banda sonora)(2001) con Pieter Bourke.
- Immortal Memory (2004), con Patrick Cassidy.
- A Thousand Roads (2005) con Jeff Rona.
- Ashes and Snow (2006) con Patrick Cassidy.
- "Wisdom of Wind" composición con Jeff Rona, grabado por Tarja Turunen para el álbum My Winter Storm (2007) y está presente en la canción "Enough" (2009).
- View from a Window colaboración en la grabación de una canción con el nombre de "There in Your Arms" (2008) con Josiah Brooks.
- Farscape (2008) con Klaus Schulze.
- Departum[7] (2010) con Marcello De Francisci[8]
- Samsara (2011), con Michael Stearns.
- The Bible Series (Banda sonora) (2013), con Hans Zimmer.
- 2:22 (Banda sonora) (2017) con James Orr.
- Hiraeth (2018) con David Kuckhermann.
- BooCheeMish (2018) con Le Mystère Des Voix Bulgares.
- Melodies Of My Youth (2019) con Zbigniew Preisner y Dominik Wania.
- Secret Bridesmaids' Business (Music from the Original TV Series) (2019) con James Orr.
- Burn (2021) con Jules Maxwell.
- Exaudia (2022) con Marcello di Francisci.
- It's not too late (2022) con Zbigniew Preisner.

#### Varios
- MICROFILM: Centerfold 7" ("Centerfold" y "Window") (1981)
- Compilación titulada "From Belgrave with Love" ("Mossaic" por Lisa Gerrard y "Summer house" por Microfilm) 1981.
- The Future Sound of London muestra de su voz en la canción "Dawn of the Iconoclast" de su éxito de 1992 "Papua New Guinea" (1992).
- Promocional francés de sus CD "La bas" y "Lament".
- Compilación titulada "These Wings without Feathers" ("Dreamsong" y "Untitled") (1996).
- "The Wings of a Film - The Music of Hans Zimmer" ( "Now We Are Free" live).
- Con Orbital: "One Perfect Sunrise" del álbum The Blue Album (2004).
- Orbital con Lisa Gerrard: "One Perfect Sunrise" (radio mix) CD single.
- Orbital con Lisa Gerrard: "One Perfect Sunrise" (Phil Hartnoll mix) CD single.
- "J'attends - Gortoz A Ran" con Denez Prigent en el álbum Irvi.
- "An Hini a Garan" con Denez Prigent en el álbum Sarac'h.
- "Valley of Shadows" para la banda sonora de "Valley of Shadows", compuesta por Zbigniew Preisner.
- Mantras of a Lost Archetype (álbum inédito)
- Ashes and Snow exhibición de arte por Gregory Colbert, (con Patrick Cassidy y Michael Brook, "Devota", "Vespers", "Womb", "Wisdom").